# 富士川本線料金所
富士川本線料金所（ふじかわほんせんりょうきんじょ）は、山梨県南巨摩郡富士川町にある中部横断自動車道の本線料金所である。富沢IC - 六郷IC間は、国土交通省が管轄する新直轄区間（無料区間）で整備されるため、六郷IC以南および六郷ICからの通行券発券や増穂IC以北からの料金収受業務は当施設で行われている。

## 歴史
- 2017年（平成29年）3月19日：六郷IC - 増穂IC間開通に伴い、供用開始[1]。

## 料金所
- ブース数：4

### 清水方面
- ブース数：2
  - ETC専用：1
  - ETC/一般：1

### 双葉方面
- ブース数：2
  - ETC専用：1
  - ETC/一般：1

## 隣
E52 中部横断自動車道
(4) 六郷IC - 富士川TB - (5) 増穂IC/PA